# Henry Herbert, I conte di Carnarvon
Henry Herbert, I conte di Carnarvon (20 agosto 1741 – 3 giugno 1811), è stato un nobile e politico britannico, noto tra il 1780 e il 1793 come Lord Porchester.

## Biografia

### Infanzia
Henry Herbert era figlio dell'Onorevole Lord William Herbert, quinto figlio dell'ottavo conte di Pembroke e di Catherine Elizabeth Tewes. Studiò a Eton e al Magdalene College di Cambridge.

### Carriera politica
Entrò a far parte della House of Commons come rappresentante della città di Wilton nel 1768 e mantenne la carica sino al 1780. Successivamente divenne Pari del regno ottenendo il titolo di barone Porchester di High Clere. Nel 1793 re Giorgio III gli assegnò il titolo di conte di Carnarvon. Tra il 1806 e il 1807, Lord Carnarvon fu Master of the Horse. Nel 1806 fu inoltre ammesso nel Privy Council.

### Matrimonio
Sposò Lady Elizabeth Alicia Maria Wyndham, figlia di Charles Wyndham, II conte di Egremont, il 15 luglio 1771. La coppia ebbe sei figli.

### Morte
Morì il 3 giugno 1811, all'età di 69 anni.

## Discendenza
Henry Herbert e Lady Elizabeth Alicia Maria Wyndham ebbero sei figli:
- Henry Herbert, II conte di Carnarvon (1772-1833)
- Lord Charles Herbert (1774-1808), sposò Bridget Augusta Byng, ebbero una figlia;
- Lord William Herbert (1778-1847), sposò Letitia Emily Dorothea Allen, ebbero quattro figli;
- Lady Frances Herbert (1782-1830), sposò Thomas Moreton, I conte di Ducie ebbero sette figli;
- Lord George Herbert (1789-1825);
- Lord Algernon Herbert (1792-1855), sposò Marianne Lempriere, ebbero tre figli.

## Ascendenza
|                                                                  |   |                    | Genitori                      |  |  | Nonni |  |  | Bisnonni                                                     |  |  | Trisnonni                                                    |  |
|                                                                  |   |                    |                               |  |  |       |  |  | Philip Herbert, V conte di Pembroke e II conte di Montgomery |  |  | Philip Herbert, IV conte di Pembroke e I conte di Montgomery |  |
|                                                                  |   |                    |                               |  |  |       |  |  | Philip Herbert, V conte di Pembroke e II conte di Montgomery |  |  | Philip Herbert, IV conte di Pembroke e I conte di Montgomery |  |
|                                                                  |   | Susan de Vere      |                               |  |  |       |  |  | Philip Herbert, V conte di Pembroke e II conte di Montgomery |  |  |                                                              |  |
| Thomas Herbert, VIII conte di Pembroke e III conte di Montgomery |   |                    |                               |  |  |       |  |  | Philip Herbert, V conte di Pembroke e II conte di Montgomery |  |  |                                                              |  |
|                                                                  |   | Catherine Villiers | William Villiers, I baronetto |  |  |       |  |  |                                                              |  |  |                                                              |  |
|                                                                  |   | Catherine Villiers | William Villiers, I baronetto |  |  |       |  |  |                                                              |  |  |                                                              |  |
|                                                                  |   | Catherine Villiers | Rebecca Roper                 |  |  |       |  |  |                                                              |  |  |                                                              |  |
| William Herbert                                                  |   | Catherine Villiers |                               |  |  |       |  |  |                                                              |  |  |                                                              |  |
|                                                                  |   | Robert Sawyer      | Edmund Sawyer                 |  |  |       |  |  |                                                              |  |  |                                                              |  |
|                                                                  |   | Robert Sawyer      | Edmund Sawyer                 |  |  |       |  |  |                                                              |  |  |                                                              |  |
|                                                                  |   | Robert Sawyer      | Anne Whitmore                 |  |  |       |  |  |                                                              |  |  |                                                              |  |
| Margaret Sawyer                                                  |   | Robert Sawyer      |                               |  |  |       |  |  |                                                              |  |  |                                                              |  |
|                                                                  |   | Margaret Suckeley  | Ralf Suckley                  |  |  |       |  |  |                                                              |  |  |                                                              |  |
|                                                                  |   | Margaret Suckeley  | Ralf Suckley                  |  |  |       |  |  |                                                              |  |  |                                                              |  |
|                                                                  |   | Margaret Suckeley  | …                             |  |  |       |  |  |                                                              |  |  |                                                              |  |
| Henry Herbert, I conte di Carnarvon                              |   | Margaret Suckeley  |                               |  |  |       |  |  |                                                              |  |  |                                                              |  |
|                                                                  | … | …                  |                               |  |  |       |  |  |                                                              |  |  |                                                              |  |
|                                                                  | … | …                  |                               |  |  |       |  |  |                                                              |  |  |                                                              |  |
|                                                                  | … | …                  |                               |  |  |       |  |  |                                                              |  |  |                                                              |  |
| …                                                                | … |                    |                               |  |  |       |  |  |                                                              |  |  |                                                              |  |
|                                                                  |   | …                  | …                             |  |  |       |  |  |                                                              |  |  |                                                              |  |
|                                                                  |   | …                  | …                             |  |  |       |  |  |                                                              |  |  |                                                              |  |
|                                                                  |   | …                  | …                             |  |  |       |  |  |                                                              |  |  |                                                              |  |
| Catherine Elizabeth Tewes                                        |   | …                  |                               |  |  |       |  |  |                                                              |  |  |                                                              |  |
|                                                                  |   | …                  | …                             |  |  |       |  |  |                                                              |  |  |                                                              |  |
|                                                                  |   | …                  | …                             |  |  |       |  |  |                                                              |  |  |                                                              |  |
|                                                                  |   | …                  | …                             |  |  |       |  |  |                                                              |  |  |                                                              |  |
| …                                                                |   | …                  |                               |  |  |       |  |  |                                                              |  |  |                                                              |  |
|                                                                  |   | …                  | …                             |  |  |       |  |  |                                                              |  |  |                                                              |  |
|                                                                  |   | …                  | …                             |  |  |       |  |  |                                                              |  |  |                                                              |  |
|                                                                  |   | …                  | …                             |  |  |       |  |  |                                                              |  |  |                                                              |  |
|                                                                  |   | …                  |                               |  |  |       |  |  |                                                              |  |  |                                                              |  |